# Gigi Galli
Gianluigi Galli (Itália, 13 de Janeiro de 1973) mais conhecido como Gigi Galli é um piloto de ralis italiano. Está presente no Campeonato Mundial de Rali (WRC).
Na temporada de 2006, conduziu um Peugeot 307 WRC, sendo um 3º lugar no Rali da Argentina o melhor que conseguiu. Na temporada seguinte, esteve ao volante de um Citroën Xsara WRC, pela equipa privada italiana Aimont Racing. Já em 2008 substituiu Jari-Matti Latvala como piloto da equipe Stobart Ford a bordo de um Ford Focus WRC.